# イロゴトシ
イロゴトシ（欧字名:Irogotoshi、2017年3月7日 - ）は、日本の競走馬。2023年・2024年の中山グランドジャンプの勝馬である。九州産馬初のGI（J・GI）級競走優勝馬であることから「九州の星」と呼ばれる。
馬名の意味は、色事師。

## 戦績

### 2歳（2019年）
2019年7月27日、小倉競馬場第5レースの2歳新馬戦（芝1200m）で、鞍上小崎綾也でデビューし4着。その2週間後、再度小倉に遠征し、同距離の2歳未勝利戦で初勝利を手にした。さらに2週間後、3度目の小倉遠征でひまわり賞を制し、2連勝でオープン初勝利を挙げた。
しかしその後は調子を落とし、初めての重賞挑戦となった10月5日のサウジアラビアロイヤルカップでは最下位9着に終わった。初ダートとなった兵庫ジュニアグランプリでは7着、そして初JpnI挑戦となった全日本2歳優駿では8着に敗れるなど、不振が続いた。

### 3歳 - 5歳（2020年 - 2022年）
3歳シーズンでは、6戦して1勝も挙げられなかった。
4歳シーズンも開幕から連敗が続いたものの、5月29日の2勝クラス・揖斐川特別で約1年9か月ぶりの勝利を手にした。しかし、準オープンではまたも成績が振るわず、1年以上も勝利から遠ざかる状況が続いた。

### 6歳（2023年）
6歳のシーズンを迎えると、陣営は障害競走へと路線変更した。初障害となった1月15日の小倉競馬場・障害4歳以上未勝利戦では3着と好走。続く2月15日、再度小倉の障害4歳以上未勝利戦で、約1年9か月ぶりの勝利を挙げ、障害転向後初勝利を飾った。3月18日に開催されたペガサスジャンプステークスでは逃げたビレッジイーグルを捉えきれなかったものの、0.4秒差の3着となった。
その後、4月15日に障害重賞およびJ・GI初挑戦となる中山グランドジャンプに参戦した。3コーナーで一気に5番手から先頭へと躍り出し、そのまま後続を突き放して同レース史上最大着差を更新する3.1秒差で圧勝、初の重賞およびJ・GI初タイトルを手に入れた。この勝利は、馬主の内田玄祥、鞍上の黒岩悠騎手と管理する牧田和弥調教師、さらには九州産馬およびヴァンセンヌ産駒にとっても、初めてのGI級競走制覇となった
。
その後は休養に入り、10月15日の東京ハイジャンプで半年ぶりのレースに挑むが、夏負けが尾を引き6着に敗れる。その後は中山大障害には向かわず休養に入った。

### 7歳（2024年）
5か月ぶりの実戦は、1年5カ月ぶりの平地挑戦となった3月17日のスピカステークス。中山グランドジャンプへの叩きとして使われ、13着に敗れる。
連覇を狙った4月13日の中山グランドジャンプは中団から徐々にポジションを上げると、2周目の3コーナー手前で先頭で先頭に立ち、迫るジューンベロシティを3馬身振り切り、連覇達成。J・GI2勝目を飾った。 
その後、JRAは9月12日、同馬が左前浅屈腱炎を発症し、全治まで9か月以上を要する見込みであると発表された。管理する牧田調教師はメディアの取材に対し、重症ではないことから現役を続行し、来年の中山大障害を目標とすることを明らかにしている。

## 競走成績
以下の内容は、netkeiba.comの情報に基づく。
| 競走日     | 競馬場 | 競走名           | 格    | 距離（馬場）  | 頭 数 | 枠 番 | 馬 番 | オッズ （人気） | 着順 | タイム （上がり3F） | 着差 | 騎手        | 斤量 [kg] | 1着馬（2着馬）         | 馬体重 [kg] |
| ---------- | ------ | ---------------- | ----- | ------------- | ----- | ----- | ----- | --------------- | ---- | ------------------- | ---- | ----------- | --------- | ---------------------- | ----------- |
| 2019.07.27 | 小倉   | 2歳新馬          |       | 芝1200m（良） | 18    | 8     | 16    | 011.00（5人）   | 04着 | R1:11.0（36.5）     | -0.6 | 0小崎綾也   | 54        | テイエムヤマカゼ       | 452         |
| 0000.08.10 | 小倉   | 2歳未勝利        |       | 芝1200m（良） | 14    | 2     | 2     | 007.00（3人）   | 01着 | R1:10.2（35.0）     | -0.5 | 0小崎綾也   | 54        | （ベルウッドコチョウ） | 454         |
| 0000.08.24 | 小倉   | ひまわり賞       | OP    | 芝1200m（良） | 17    | 7     | 14    | 006.00（3人）   | 01着 | R1:09.9（35.8）     | -0.2 | 0小崎綾也   | 55        | （ローランダー）       | 454         |
| 0000.10.05 | 東京   | サウジアラビアRC | GIII  | 芝1600m（良） | 9     | 1     | 1     | 078.00（8人）   | 09着 | R1:34.5（35.0）     | -1.8 | 0小崎綾也   | 55        | サリオス               | 458         |
| 0000.11.27 | 園田   | 兵庫ジュニアGP   | GII   | ダ1400m（良） | 12    | 5     | 5     | 049.90（7人）   | 07着 | R1:30.3（39.6）     | -2.3 | 0幸英明     | 55        | テイエムサウスダン     | 462         |
| 0000.12.18 | 川崎   | 全日本2歳優駿    | GI    | ダ1600m（稍） | 13    | 4     | 5     | 195.6（11人）   | 08着 | R1:43.8（40.5）     | -1.9 | 0幸英明     | 55        | ヴァケーション         | 453         |
| 2020.03.21 | 阪神   | 若葉S            | L     | 芝2000m（良） | 12    | 2     | 2     | 156.2（12人）   | 07着 | R2:00.0（34.5）     | -1.4 | 0川又賢治   | 56        | アドマイヤビルゴ       | 468         |
| 0000.05.09 | 京都   | 京都新聞杯       | GII   | 芝2200m（良） | 13    | 6     | 9     | 316.5（13人）   | 05着 | R2:12.5（36.2）     | -0.8 | 0小崎綾也   | 56        | ディープボンド         | 472         |
| 0000.05.31 | 京都   | 白百合S          | L     | 芝1800m（良） | 8     | 2     | 2     | 017.50（7人）   | 07着 | R1:49.5（34.6）     | -0.6 | 0小崎綾也   | 56        | ヒュッゲ               | 468         |
| 0000.09.08 | 佐賀   | 霧島賞           | 重賞  | ダ1400m（重） | 11    | 2     | 2     | 003.70（3人）   | 02着 | R1:29.0（37.5）     | -0.0 | 0小崎綾也   | 56        | テイエムノサッタ       | 459         |
| 0000.09.27 | 中京   | 神戸新聞杯       | GII   | 芝2200m（良） | 18    | 4     | 8     | 268.7（18人）   | 14着 | R2:14.1（37.2）     | -1.6 | 0小崎綾也   | 56        | コントレイル           | 464         |
| 0000.10.17 | 京都   | 清滝特別         | 2勝   | 芝1800m（重） | 14    | 3     | 4     | 045.9（11人）   | 07着 | R1:50.6（35.9）     | -0.9 | 0小崎綾也   | 55        | スマートリアン         | 466         |
| 2021.04.18 | 中山   | 鹿野山特別       | 2勝   | 芝2000m（稍） | 11    | 2     | 2     | 023.50（8人）   | 05着 | R2:02.6（36.1）     | -0.3 | 0岩田望来   | 54        | マイネルミュトス       | 470         |
| 0000.05.08 | 中京   | 安城特別         | 2勝   | 芝2000m（良） | 10    | 2     | 2     | 009.60（5人）   | 03着 | R2:02.0（33.8）     | -0.3 | 0岩田望来   | 57        | サターン               | 472         |
| 0000.05.29 | 中京   | 揖斐川特別       | 2勝   | 芝2000m（良） | 10    | 5     | 5     | 006.50（4人）   | 01着 | R2:00.4（34.9）     | -0.1 | 0松山弘平   | 57        | （ダディーズトリップ） | 470         |
| 0000.08.15 | 小倉   | 博多S            | 3勝   | 芝2000m（稍） | 9     | 2     | 2     | 006.80（4人）   | 03着 | R2:01.8（34.6）     | -0.5 | 0松山弘平   | 54        | ベレヌス               | 466         |
| 0000.10.02 | 中京   | 関ケ原S          | 3勝   | 芝2000m（良） | 13    | 4     | 5     | 011.10（4人）   | 04着 | R2:00.0（34.5）     | -0.1 | 0松若風馬   | 57        | シフルマン             | 476         |
| 0000.10.24 | 東京   | 甲斐路S          | 3勝   | 芝2000m（良） | 11    | 6     | 7     | 014.80（5人）   | 05着 | R2:00.2（35.5）     | -0.5 | 0石川裕紀人 | 55        | トラストケンシン       | 474         |
| 2022.04.30 | 東京   | 府中S            | 3勝   | 芝2000m（良） | 18    | 3     | 6     | 098.7（12人）   | 16着 | R2:00.0（36.4）     | -1.9 | 0津村明秀   | 57        | バジオウ               | 464         |
| 0000.05.15 | 新潟   | 弥彦S            | 3勝   | 芝1800m（良） | 10    | 8     | 9     | 019.20（7人）   | 05着 | R1:47.3（34.2）     | -0.1 | 0荻野極     | 57        | タイセイモンストル     | 464         |
| 0000.07.17 | 小倉   | 博多S            | 3勝   | 芝2000m（良） | 12    | 2     | 2     | 029.6（10人）   | 05着 | R1:58.0（35.4）     | -1.0 | 0和田竜二   | 57        | ルペルカーリア         | 468         |
| 0000.08.14 | 小倉   | 不知火S          | 3勝   | 芝1800m（良） | 13    | 4     | 5     | 027.80（7人）   | 09着 | R1:49.3（34.8）     | -0.9 | 0荻野極     | 55        | エスコーラ             | 474         |
| 0000.10.01 | 中京   | 関ケ原S          | 3勝   | 芝2000m（良） | 17    | 8     | 17    | 126.6（16人）   | 16着 | R2:00.3（34.6）     | -1.3 | 0斎藤新     | 57        | サンテローズ           | 476         |
| 0000.10.29 | 新潟   | 魚沼S            | 3勝   | 芝2000m（良） | 13    | 7     | 11    | 092.8（13人）   | 13着 | R2:01.6（35.8）     | -1.5 | 0古川吉洋   | 57        | カレンルシェルブル     | 476         |
| 2023.01.15 | 小倉   | 障害4歳上未勝利  |       | 障2860m（稍） | 12    | 8     | 11    | 005.90（3人）   | 03着 | R3:13.8（13.6）     | -0.5 | 0黒岩悠     | 60        | スリーケイエヌ         | 478         |
| 0000.02.05 | 小倉   | 障害4歳上未勝利  |       | 障2860m（良） | 11    | 7     | 10    | 004.10（2人）   | 01着 | R3:09.2（13.2）     | -0.9 | 0黒岩悠     | 60        | （メリディアンローグ） | 476         |
| 0000.03.18 | 中山   | ペガサスJS       | OP    | 障3350m（重） | 14    | 3     | 4     | 008.80（5人）   | 03着 | R3:48.7（13.7）     | -0.4 | 0黒岩悠     | 60        | ビレッジイーグル       | 472         |
| 0000.04.15 | 中山   | 中山グランドJ    | J・GI | 障4250m（重） | 10    | 2     | 2     | 017.10（6人）   | 01着 | R4:54.1（13.8）     | -3.1 | 0黒岩悠     | 63        | （ミッキーメテオ）     | 474         |
| 0000.10.15 | 東京   | 東京ハイJ        | J･GII | 障3110m（重） | 12    | 8     | 11    | 003.40（2人）   | 06着 | R3:35.0（13.8）     | -3.0 | 0黒岩悠     | 62        | マイネルグロン         | 470         |
| 2024.03.17 | 中山   | スピカS          | 3勝   | 芝1800m（良） | 16    | 3     | 5     | 190.0（14人）   | 13着 | R1:48.5（34.5）     | -0.9 | 0松岡正海   | 58        | グランディア           | 476         |
| 0000.04.13 | 中山   | 中山グランドJ    | J・GI | 障4250m（良） | 12    | 6     | 8     | 012.20（2人）   | 01着 | R4:47.2（13.5）     | -0.5 | 0黒岩悠     | 63        | （ジューンベロシティ） | 468         |

1. ↑  障害戦は平均1F

- 競走成績は2024年4月13日現在

## 血統表
| イロゴトシの血統          | イロゴトシの血統                         | イロゴトシの血統                   | （血統表の出典）                   | （血統表の出典）  |
| 父系                      | サンデーサイレンス系（ヘイロー系）       | サンデーサイレンス系（ヘイロー系） | サンデーサイレンス系（ヘイロー系） | [ § 2 ]           |
| 父 ヴァンセンヌ 2009 鹿毛 | 父の父ディープインパクト 2002 鹿毛       | *サンデーサイレンス                | Halo                               | Halo              |
| 父 ヴァンセンヌ 2009 鹿毛 | 父の父ディープインパクト 2002 鹿毛       | *サンデーサイレンス                | Wishing Well                       |                   |
| 父 ヴァンセンヌ 2009 鹿毛 | 父の父ディープインパクト 2002 鹿毛       | *ウインドインハーヘア              | Alzao                              | Alzao             |
| 父 ヴァンセンヌ 2009 鹿毛 | 父の父ディープインパクト 2002 鹿毛       | *ウインドインハーヘア              | Burghclere                         |                   |
| 父 ヴァンセンヌ 2009 鹿毛 | 父の母フラワーパーク 1992 鹿毛           | ニホンピロウイナー                 | *スティールハート                  | *スティールハート |
| 父 ヴァンセンヌ 2009 鹿毛 | 父の母フラワーパーク 1992 鹿毛           | ニホンピロウイナー                 | ニホンピロエバート                 |                   |
| 父 ヴァンセンヌ 2009 鹿毛 | 父の母フラワーパーク 1992 鹿毛           | ノーザンフラワー                   | *ノーザンテースト                  | *ノーザンテースト |
| 父 ヴァンセンヌ 2009 鹿毛 | 父の母フラワーパーク 1992 鹿毛           | ノーザンフラワー                   | *フアイアフラワー                  |                   |
| 母 イロジカケ 2012 鹿毛   | 母の父*クロフネ 1998 芦毛                | *フレンチデピュティ                | Deputy Minister                    | Deputy Minister   |
| 母 イロジカケ 2012 鹿毛   | 母の父*クロフネ 1998 芦毛                | *フレンチデピュティ                | Mitterand                          |                   |
| 母 イロジカケ 2012 鹿毛   | 母の父*クロフネ 1998 芦毛                | *ブルーアヴェニュー                | Classic Go Go                      | Classic Go Go     |
| 母 イロジカケ 2012 鹿毛   | 母の父*クロフネ 1998 芦毛                | *ブルーアヴェニュー                | Eliza Blue                         |                   |
| 母 イロジカケ 2012 鹿毛   | 母の母*リッジローズ Ridge Rose 2004 鹿毛 | Sadler's Wells                     | Northern Dancer                    | Northern Dancer   |
| 母 イロジカケ 2012 鹿毛   | 母の母*リッジローズ Ridge Rose 2004 鹿毛 | Sadler's Wells                     | Fairy Bridge                       |                   |
| 母 イロジカケ 2012 鹿毛   | 母の母*リッジローズ Ridge Rose 2004 鹿毛 | Fig Tree Drive                     | Miswaki                            | Miswaki           |
| 母 イロジカケ 2012 鹿毛   | 母の母*リッジローズ Ridge Rose 2004 鹿毛 | Fig Tree Drive                     | Rose O'Riley                       |                   |
| 母系(F-No.)               | (FN:26)                                  | (FN:26)                            | (FN:26)                            | [ § 3 ]           |
| 5代内の近親交配           | Northern Dancer 4×5                      | Northern Dancer 4×5                | Northern Dancer 4×5                | [ § 4 ]           |
| 出典                      | 1. 2. 3. 4.                              | 1. 2. 3. 4.                        | 1. 2. 3. 4.                        | 1. 2. 3. 4.       |